# VHS J125601.92–125723.9
VHS J125601.92–125723.9, SIPS J1256-1257 — тройная звезда в созвездии Ворона на расстоянии приблизительно 69 световых лет (около 21,2 парсек) от Солнца. Возраст звезды определён как около 230 млн лет.
Объект околопланетной массы VHS J1256-1257B открыт группой астрономов в 2015 году.

## Характеристики
Первый компонент (VHS J1256-1257Aa) — красный карлик спектрального класса M7, или M7,5. Видимая звёздная величина звезды — +10,79m. Масса — около 0,07 солнечной, радиус — в среднем около 0,14 солнечного, светимость — около 0,0007244 солнечной. Эффективная температура — около 3296 K.
Второй компонент (VHS J1256-1257Ab) — красный карлик спектрального класса M7,5. Видимая звёздная величина звезды — +10,81m. Масса — около 0,07 солнечной, радиус — в среднем около 0,14 солнечного. Удалён на 0,1 угловой секунды.
Третий компонент (VHS J1256-1257B) — коричневый карлик спектрального класса L7. Видимая звёздная величина звезды — +22,5m. Масса — около 19 юпитерианских (0,01813 солнечной). Эффективная температура — около 1240 K. Удалён на 7,4 угловой секунды (179 а.е.).